# Lupo di Francesco

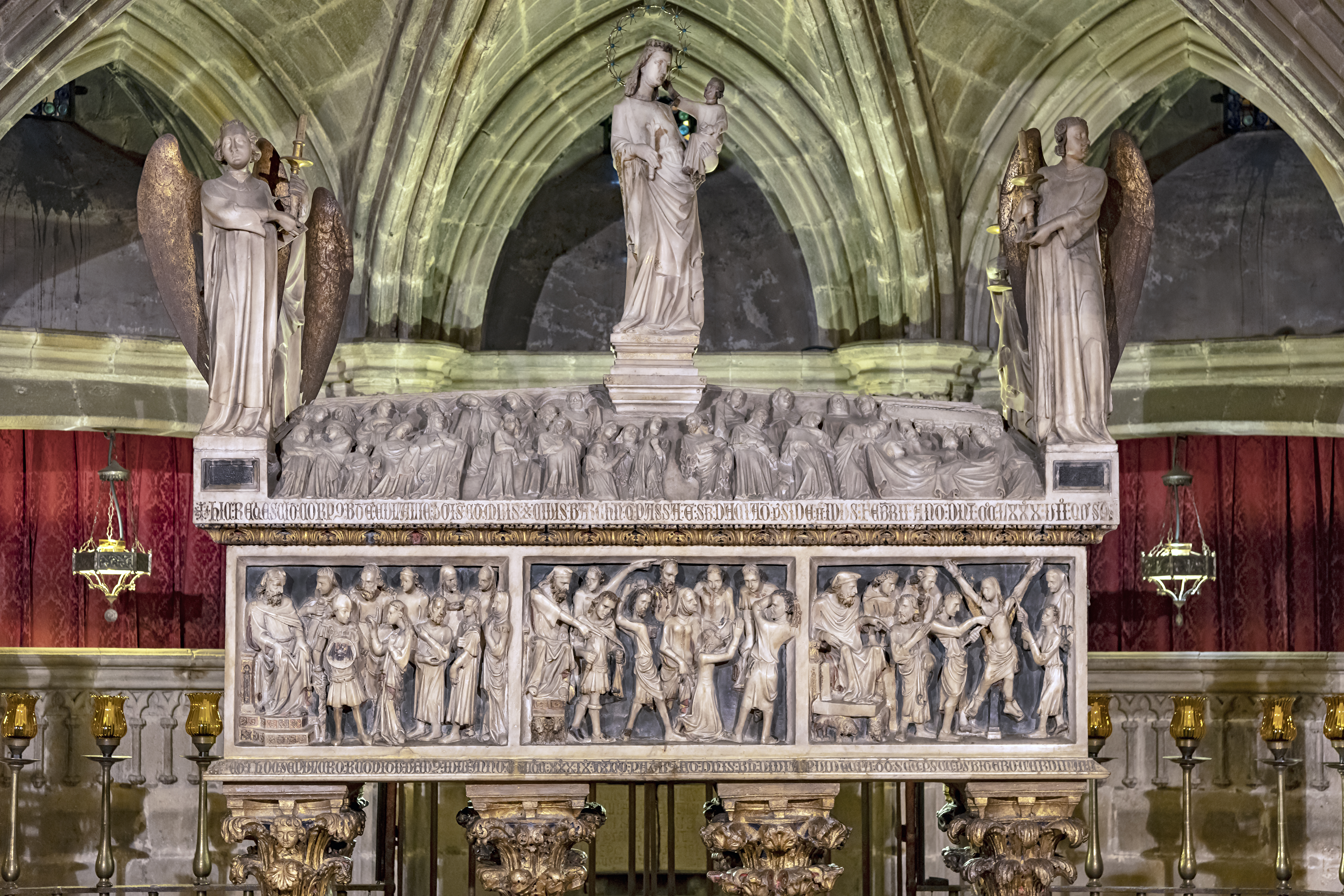
Sepulcro de Santa Eulalia por Lupo di Francesco

Lupo di Francesco, escultor del siglo XIV, originario de la ciudad italiana de Pisa.
Discípulo de Tino di Camaino y Giovanni Pisano, sucedió a su maestro en la dirección de las obras del Duomo de Pisa en el año 1315.
Creador del sepulcro de Santa Eulalia para la catedral de Barcelona, una de las muestras más excelentes del italianismo en Cataluña, se sabe que estaba obrando en la obra en 1327, gracias al documento del acta de manumisión de un esclavo del arquitecto mayor de la catedral Jaime Fabre, en el que, di Francesco, actuó como testimonio.
Después de su estancia en Barcelona, en el año 1336 volvió a Italia, donde consta que siguió trabajando con gran éxito.